# Fouchécourt, Vosges
Fouchécourt là một xã, nằm ở tỉnh Vosges trong vùng Grand Est của Pháp. Xã này có diện tích 4,66 km², dân số năm 1999 là 65 người. Xã này nằm ở khu vực có độ cao từ 238–336 m trên mực nước biển.

## Biến động dân số
| 1962                                         | 1968 | 1975 | 1982 | 1990 | 1999 |
| -------------------------------------------- | ---- | ---- | ---- | ---- | ---- |
| 126                                          | 131  | 107  | 78   | 72   | 65   |
| Số liệu từ năm 1962: Dân số không tính trùng |      |      |      |      |      |